# Penikkasaari
Penikkasaari är en ö i Finland. Den ligger i sjön Kuorevesi och i kommunen Jämsä i den ekonomiska regionen  Jämsä  och landskapet Mellersta Finland, i den södra delen av landet, 200 km norr om huvudstaden Helsingfors. Öns area är 0,2 hektar och dess största längd är 70 meter i nord-sydlig riktning.  Penikkasaari ligger i sjön Kuorevesi.